# Franz Herrmann
Franz Herrmann, plným jménem Franz Josef Herrmann (5. dubna 1811 Kunratice – 16. února 1892 Liberec), byl rakouský a český pedagog a politik německé národnosti, v 60. letech 19. století poslanec Českého zemského sněmu a Říšské rady.

## Biografie
Narodil se v Kunraticích u Frýdlantu (Kunnersdorf), kde jeho rodičům patřil velký statek. V roce 1827 dokončil učitelský kurz pro učitele obecných škol. Působil následně po jeden rok na farní škole v Jindřichovicích pod Smrkem a potom po dobu sedmnácti let na hlavní škole v Liberci. Od roku 1845 vyučoval na škole ve Varnsdorfu. Angažoval se v zavádění moderních vyučovacích metod. V roce 1848 vydal spis o stavu rakouského základního školství. V letech 1849–1850 vydával s přítelem Schwabem časopis Bote für Haus und Schule. Od roku 1850 až do roku 1861 zasedal v obecním zastupitelstvu Varnsdorfu. Uvádí se jako ředitel školy.
Po obnovení ústavního života v Rakouském císařství počátkem 60. let 19. století se zapojil i do zemské a celostátní politiky. V zemských volbách v Čechách v roce 1861 byl zvolen v kurii venkovských obcí (obvod Frýdlant) do Českého zemského sněmu. Navržen byl spontánně, aniž by sám chtěl kandidovat. Zvolen byl jako nezávislý německý kandidát. Mandát za svůj okrsek v severních Čechách obhájil i v zemských volbách v lednu 1867 a v krátce poté konaných volbách v březnu 1867. V roce rezignoval na zemský poslanecký mandát.
V téže době také zasedal i v Říšské radě (celostátní zákonodárný sbor), kam ho vyslal zemský sněm poprvé roku 1861 (tehdy ještě Říšská rada nevolena přímo, ale tvořena delegáty jednotlivých zemských sněmů). Ve vídeňském parlamentu se přiklonil k frakci Unionisten. V listopadu 1863 přednesl na Říšské radě návrh na reformu školství a odstartoval tak dlouhou debatu o školských zákonech. Opětovně byl do Říšské rady delegován zemským sněmem roku 1867. Setrval zde do své rezignace na poslanecký post v zemském sněmu (a tudíž i v Říšské radě) roku 1869.
Stáhl se z politického života a stal se okresním školním inspektorem v Rumburku, od roku 1875 v Karlových Varech. V roce 1881 odešel do penze.